# Shawn Atleo
Shawn Atleo, né le 16 janvier 1967 dans la nation Ahousat sur l'île de Vancouver, est un dirigeant amérindien du Canada. Il occupe depuis le 22 juillet 2009 le poste de chef de l'Assemblée des Premières Nations. Le 2 mai 2014, il a annoncé sa décision de quitter ses fonctions
Shawn Atleo détient une maîtrise en éducation et occupe le poste de chancelier de la Vancouver Island University. En 1999 il devient chef des Ahousats et en 2003 est élu chef régional des autochtones de Colombie-Britannique. Rassemblant les 30 nations amérindiennes de Colombie-Britannique, il négocie avec le gouvernement de la province et contribue à l'accord de Kelowna signé le 25 novembre 2005.